# 鄒鳴鶴
鄒鳴鶴（1793年—1853年），字鍾泉，江苏無錫縣人，清朝政治人物。道光初年進士，在河南任職多年，治理黃河有功。官至廣西巡撫，因鎮壓太平軍不力革職。咸豐初協防南京，兵敗身死。同治年間追諡壯節。

## 生平
嘉慶二十一年（1816年）舉人。道光二年（1822年）進士，雲南即用知縣。親老告近，改發河南，署新鄭縣，補羅山縣，有惠政。因母喪，丁憂去官。道光九年（1829年）補光山縣，調祥符縣，擢蘭儀廳河工同知，護理開歸陳許道。以治河之功，晉秩知府。歷衞輝、陳州、開封府知府。
道光二十三年，黃河在中牟決口，褫職留工。工竣，復原官，仍在工效力。丁生母憂，服闋，署彰衞懷道，不久授江西督糧道。文宗即位，詔舉賢才，戶部侍郎侯桐、兩江總督陸建瀛交章以鳴鶴薦，擢順天府尹。咸丰元年三月二十六（1851年4月27日），调任廣西巡撫。咸丰二年四月二十五（1852年6月12日），因對抗太平軍不力，革职。。
鄒鳴鶴回籍，太平軍已陷武昌。咸豐三年（1853年）正月，陸建瀛赴九江督師，疏請起用鳴鶴，籌辦沿江防務。鄒鳴鶴帶病赴任。不久，陸建瀛退守江寧，獲罪，命鳴鶴與將軍祥厚等籌備守禦計劃。江寧陷，鄒鳴鶴書絕命詞曰：「臣力難圖報稱，臣心仰答九重。三次守城盡節，庶幾全始全終。」派人送給其子，自率隊出，至三山街，被太平軍認出，鳴鶴罵不絕口，被支解而死。事聞，贈道銜，賜卹。
同治初，江南平定，曾國藩疏陳鳴鶴生平政績及殉節狀，請加恩優卹。御史朱震言聲稱其為藏匿民居遇害，因此反對，編修朱福基等再次呈請下兩江總督馬新貽確查。新貽覆奏，鳴鶴實為協同防守殉國，并無避匿民居之事。於是朝廷下詔，依巡撫例議卹，予騎都尉兼雲騎尉世職，諡壯節。《清史稿》有傳。

## 著作
有《世忠堂詩古文集》六卷，《中河漫口紀略》一卷，《修復城垣略》一卷，《續道南錄》四卷，《道齊正軌》二十卷等。

## 延伸阅读
[在维基数据编辑]
 《清史稿·卷399》，出自趙爾巽《清史稿》

## 外部連結
- 鄒鳴鶴 （页面存档备份，存于）

| 官衔          | 官衔                                                                               | 官衔          |
| ------------- | ---------------------------------------------------------------------------------- | ------------- |
| 前任： 周天爵 | 清朝廣西巡撫 咸丰元年三月二十六 - 咸丰二年四月二十五 1851年4月27日 - 1852年6月12日 | 繼任： 勞崇光 |